# Смелов, Николай Сергеевич
Николай Сергеевич Смелов (1898—1975) — советский учёный и педагог в области  дерматологии и венерологии, доктор медицинских наук (1940), профессор (1940), Заслуженный деятель науки РСФСР (1968).

## Биография
Родился 30 марта 1898 года в Москве.
С 1916 по 1921 год обучался на медицинском факультете Московского государственного университета.
С 1921 по 1924 год на педагогической работе в Московской высшей медицинской школе на преподавательских должностях на кафедре кожно-венерических болезней. 
С 1924 по 1975 год на научно-исследовательской работе в Центральном научно-исследовательском кожно-венерологическом институте в должностях ассистента, старшего научного сотрудника и заведующего отделом сифилидологии, с 1953 по 1975 год — заведующий отделом дерматологии.

### Научно-педагогическая деятельность
Основная научно-педагогическая деятельность Н. С. Смелова была связана с вопросами в области  дерматологии и венерологии.  Н. С. Смелов являлся пионером в Советском Союзе по разработке проблемы ретикулезов кожи, им была предложена методика комплексного лечения больных васкулитами, пузырчаткой, красной волчанкой и склеродермией. Н. С. Смелов занимался исследованиями патогенетических механизмов псориаза с позиций нервизма, нейродермита и экземы. С 1957 по 1966 год Н. С. Смелов являлся председателем Правления Всероссийского общества дерматовенерологов, с 1967 года — председателем Правления Московского общества дерматовенерологов и почётным членом Румынского, Австрийского и Французского общества дерматологов.
В 1940 году защитил диссертацию на соискание учёной степени доктор медицинских наук по теме: «Осарсол в эксперименте и клинике сифилиса», в 1940 году ему было присвоено учёное звание профессор. Под руководством Н. С. Смелова было написано около двухсот научных трудов, в том числе трёх монографий, был ответственным редактором  редакционного отдела «Дерматология. Венерология» второго издания Большой медицинской энциклопедии.
Скончался 21 ноября 1984 года в Москве, похоронен на Новодевичьем кладбище.

## Награды
- Орден Ленина

### Звания
- Заслуженный деятель науки РСФСР (1968)